# Song Zhezong
Song Zhezong (ur. 4 stycznia 1077, zm. 23 lutego 1100) – siódmy cesarz Chin z północnej dynastii Song, panujący od 1085 roku do śmierci.

## Życiorys
Urodzony 4 stycznia 1077 roku Zhezong przejął władzę po ojcu Shenzongu w kwietniu 1085 roku w wieku zaledwie 8 lat. Z tego powodu do roku 1093 regencje nad państwem sprawowała cesarzowa wdowa oraz grono konserwatystów na czele z Simą Guang, którzy cofneli część reform wprowadzonych przez poprzedników. Jednak po objęciu samodzielnych rządów Zhezong przywrócił wszystkie reformy i odsunął od władzy ich przeciwników. Cesarz podczas swojego panowania wznowił konflikt z rządzonym przez Tangutów państwem Xixia oraz obniżył podatki. Cesarz zmarł 23 lutego 1100 roku po długiej chorobie. Władzę po nim przejął jego młodszy brat Huizong, który sprawował ją do roku 1126.